# Sebusiso Keketsi
Sebusiso Keketsi (* 4. April 1981 in Maseru) ist ein ehemaliger lesothischer Boxer.
Bei den Afrikaspielen 1999 in Johannesburg gewann er eine Bronzemedaille. Er trat ein Jahr darauf außerdem bei den Olympischen Sommerspielen in Sydney an. Im Halbfliegengewicht schied er in der ersten Runde gegen den Nordkoreaner Kim Un-chol aus.
Keketsi ist Boxtrainer in Lesotho.